# Andrej Nyikolajevics Tupoljev
Andrej Nyikolajevics Tupoljev (oroszul: Андрей Николаевич Туполев; Pusztomazovo, 1888. november 10. – Moszkva, 1972. december 23.) szovjet–orosz gépészmérnök, repülőgép-tervező.

## Élete

### Származása
A Tveri területen, a Kimri város közelében fekvő Pusztomazovo faluban született 1888-ban, a család hét gyermeke közül hatodikként. Két idősebb fivére, három idősebb nővére és egy fiatalabb húga volt. Apja, Nyikolaj Ivanovics Tupoljev a szibériai Szurgut városából származott, kozák családból. Tanárként dolgozott, néhány évig aritmetikát és geometriát oktatott. Anyja, Anna Vasziljevna Liszicina 1850-ben született egy Torzsok nevű kisvárosban (Tver közelében). Anyai nagyapja törvényszéki nyomozó volt. Anyja a tveri gimnáziumba járt, beszélt francia és német nyelven, és zongorán is játszott.

### Tanulmányai
Tupoljev kora gyerekkorától ügyességet mutatott modellek építésében. Saját maga és családja számára bútorokat készített. Szülei támogatták ennek a képességnek a gyakorlását. Alapfokú tanulmányait otthon végezte, majd 13 éves korában beiratkozott Tverben a gimnáziumba, ahová annak idején anyja is járt. Tanárai szerint nem voltak kiemelkedő tulajdonságai. Ebben az időszakban a csillagászat iránt kezdett érdeklődni. A gimnáziumban 1908-ban végzett.
Két főiskolára is felvették, az egyik a Cári Moszkvai Műszaki Főiskola volt, a másik a Vasútmérnöki Intézet. Végül a műszaki főiskolát választotta.
1908-ban a Cári Moszkvai Műszaki Főiskolára (IMTU) iratkozott be, ahol az első tanéve végén, 1909-től elindultak Nyikolaj Zsukovszkij aerodinamikai előadásai, amiket látogatni kezdett.  Néhány hónappal később lelkes diákok egy új ágazatot hoztak létre, ami ezzel a tárggyal foglalkozott, és ahol Zsukovszkij lett az elnök. A diákok megszervezték az első repülési kiállítást, amit 1910 áprilisában tartottak a főiskolán. A kiállításon bemutatták az „Antoinette” kétfedelű repülőgép élethű modelljét (az eredetit Franciaországban építették), és a szélcsatornák egy korai változatát; ez utóbbit Tupoljev tervezte. Ez a leírások szerint „lapos aerodinamikai cső” volt, amit az új fejlesztések tanulmányozására használtak. Tupoljev ezt később lekerekített formára módosította. Tupoljev vezetésével aerodinamikai laboratórium jött létre a főiskolán, aminek vezetője ő lett. Az „aerodinamikai csövek”-et egészen 1923-ig használták a főiskolán.
A kiállítás után Tupoljev és társai elkezdtek építeni egy vitorlázó repülőgépet. Otto Lilienthal elméleteit felhasználva a gép irányítását a pilóta súlypontáthelyezéssel végezte. (Ezt a rendszert a mai sárkányrepülőgépeken is alkalmazzák.) Az első repüléseket a moszkvai Lefortovo parkban végezték. A Tupoljevről közölt első fénykép pilótaként ábrázolja az egyik ilyen repülőgépben a parkban (a kép a Moszkvai Aeronautikai Kör Közlönyének 1910-es számában jelent meg).
1911. március 14-én forradalmi szervezkedés vádjával letartóztatták. Tanára, Zsukovszkij minden erőfeszítése ellenére április 21-én csak azért engedték el, hogy apja temetésén részt vehessen. Később szabadon engedték azzal a feltétellel, hogy a szülői házban marad Pusztomazovóban. 1912 végén már jelentkezett, hogy folytathassa tanulmányait a főiskolán, de csak 1914 februárjában térhetett vissza Moszkvába. Időközben otthon anyja és húga is az ő támogatására szorult. 1916-ban a főiskolán létrehoztak egy repülési tesztekkel és azok számításaival foglalkozó irodát, aminek Zsukovszkij volt a vezetője, és Tupoljev lett a helyettese. Az ő feladata volt a laboratóriumi felszerelések felügyelete. Az iroda jelentős előrehaladást ért el az aerodinamikai terhelések meghatározásában és a repülőgépek építésének kísérleti fejlesztéseiben.
Tupoljev 1918. június 11-én kapott gépészmérnöki oklevelet az IMTU-n, diplomamunkáját hidroplán tervezésével kapcsolatban írta. A diplomamunkában a hidroplánok szélcsatornavizsgálatának tapasztalatait dolgozta fel. Még abban az évben megrendezték a második Össz-Oroszországi Repülési Kongresszust. Ezen Zsukovszkij (akit akkor is és ma is az orosz repülés megteremtőjének tartanak) dicsérte Tupoljev munkáját. A saját és külföldi kísérleti eredményeket is felhasználó írásból kiderül, hogy repülőgépek nem csak szárazföldről, hanem vízről is képesek felszállni és oda leszállni. A diplomamunka részeként foglalkozott az úszótalp viselkedésével is. Ehhez egy siklóhajót (glisszer) akart megépíteni. Erre azonban már csak 1920-ban került sor, a GANT–1 jelzésű folyami siklóhajót október 31-én próbálták ki a Moszkva folyón.
1920-ra a főiskolát átnevezték Moszkvai Műszaki Főiskolára. Tupoljev előadásokat tartott „aerodinamikai számítások alapjai” címmel.
Ekkoriban tüdőbetegség alakult ki nála, ami az orvosok szerint gümőkórrá alakulhatott, ami abban az időben kezelhetetlen betegség volt. Orvosai azt javasolták neki, hogy utazzon a jobb klímával rendelkező Krímbe, így 1919 őszén oda költözött és a következő évben ott dolgozott, mint orvosi küldönc. 1920 végéig maradt ott. Moszkvába való visszatérése után feleségül vett egy lányt, akivel hat évvel korábban találkozott először, amikor diákként egy moszkvai kórházban kisegítő ápolóként dolgozott. Julija Nyikolajevna Zseltyakova ugyanabban az időben ott dolgozott, mint nővér. A lány erős nőnek bizonyult, és sok erőt adott Tupoljevnek az elkövetkezendő években. Ő és Julija a Kaljajeva utca 29. alatt laktak az esküvőjüktől kezdve egészen 1952-ig.

### A CAGI-ban
Tupoljev mint Zsukovszkij legfőbb asszisztense részt vett a CAGI megszervezésében és létrehozásában, amit az új szovjet kormányszervek felé 1918-ban javasoltak. A kormány jóváhagyásával  az intézet 1918. december 1-jén jött létre. Irodáik és laboratóriumaik a Ragyio utcában voltak (akkori nevén Voznyeszenszkaja utca), a Jauza folyó partján, öt kilométerre a Kremltől, Moszkva politikai központjától. Tupoljev volt a felelős az intézet kutató- és tesztelő létesítményeinek létrehozásáért. Ezeket összefoglaló néven „kísérleti bázis”-nak nevezték. 1919 közepére már harminchárman dolgoztak az intézetben (beleértve Tupoljevet és Zsukovszkijt); a legnagyobb részleg a repülési osztály volt.
Tupoljev tervezte a CAGI első szélcsatornáit is. Tupoljev lett a CAGI-ban a repülőgép-tervező csoport vezetője. A Szovjetunióban ő szorgalmazta először a könnyűfém-ötvözetek alkalmazásának bevezetését a repülőgépgyártásban. Ezért Tupoljev kezdeményezésére a CAGI-ban 1922 októberében létrehozták a fémépítésű repülőgépek bizottságát, melynek vezetőjévé Tupoljevet választották. Ebből a csoportból alakult ki a későbbi Tupoljev-tervezőiroda, bár az inkább egy folyamat volt, konkrét dátumhoz nem köthető. (Ezzel együtt a Tupoljev-tervezőiroda a megalakulás dátumának 1922. október 22-t tartja.) A fémépítésű repülőgépeknek erős ellenzéke volt az intézeten belül, akik a fa építésű gépek létrehozását szorgalmazták. A kezdetektől világos volt, hogy az alumíniumötvözet lehet a megfelelő fém. Alkalmazásához pontosan meg kellett határozni az erejét és tulajdonságait, majd az ötvözetet gyártani kellett. Miután kiválasztották a fémet, megkezdődtek a tesztek. 1922 nyarára megtalálták a fémötvözetet, ami már a repülés igényeinek is  megfelelő volt. A német dúralumíniumhoz hasonló könnyűfém-ötvözet gyártást a Kolcsuginóban lévő színesfém-gyár (napjainkban: Kolcsugcvetmet) végezte.
1925 elején egy csoport élén szakmai látogatásra indultak több országba, köztük Németországba és Franciaországba, ahol többek között a korrózióval kapcsolatos megoldásokra voltak kíváncsiak. Tupoljevet lenyűgözték a látottak, de végül az Angliában alkalmazott „anódozás” módszerét választotta, amit később hivatalosan országszerte elfogadtak és alkalmazni kezdtek Oroszországban.
Több hasonló szakmai utat tett: Ausztria és Olaszország (1927); Németország (1928);  Németország, Franciaország, Ausztria és Anglia (1929); Egyesült Államok (1930).
1931-ben a szovjet kormány a repülőgépipar fejlesztése érdekében az egész repülési ágazatot az egyik minisztérium fennhatósága alól egy másik minisztérium alá helyezte, kinevezte Szergej Iljusint a kísérleti iroda élére, aminek helyettese Tupoljev lett. Négy hónappal később azonban újból Tupoljev lett az iroda vezetője.
Tupoljev ellene volt az Oroszországban akkoriban bevett gyakorlatnak, miszerint minden kísérleti repülőgépet gyártani kezdtek. Ő ragaszkodott hozzá, hogy több tesztelést végezzenek, mielőtt gyártásba kerülne egy repülőgép. Ugyancsak ellene volt a külföldi repülőgépek lemásolásának, mégpedig praktikus okokból: „Felajánlják nekünk a repülőiket, amik már jó eredményeket értek el - ezek azonban a múlt terveinek gépei, nem a ma vagy a holnap tervei. Legalább két évbe telik, mire a külföldi gépeket gyártani tudjuk, így a gyárakból elavult gépek kerülnek ki a korszerűek helyett.” Amikor azonban ez előnyösnek tűnt, támogatta.
Mint a repülési osztály főmérnöke, jóváhagyta a Douglas DC–3 licencének megvásárlását, és annak „padlás öntőforma” megoldásának megszerzését. Ez 6157 darab Li–2 repülőgép gyártásához vezetett, amik a Szovjetunióban és szövetséges államaiban teljesítettek szolgálatot.
1929-ben támogatta a kormányt abban, hogy megvásárolják a Wright Cyclone motorok licencét. Ezek voltak az alapjai a léghűtéses AS motoroknak, amik még 1990-ben is gyártásban voltak Arkagyij Svecov módosításaival. Egy másik licencet szereztek be a francia Hispano-Suiza cégtől folyadékhűtéses motorokhoz, amiket egy francia cég gyártott.
Tupoljevet 1933-ban megválasztották a Szovjet Tudományos Akadémia levelező tagjának „tudomány és technológia” szakon. Ez az egyik legmagasabb tudományos rang a Szovjetunióban az akadémiai tagság alatt.
Az 1930-as években Tupoljev és csapata megtervezte, tesztelte és kifejlesztette az ANT-20 (Makszim Gorkij), ANT-25, ANT-9, ANT-6/TB-3, ANT-40 (SZB,) ANT-35 és ANT-42 (Pe-8) típusokat.
Tupoljev vezetésével a CAGI-ban az 1920-as és 1930-as években torpedónaszádok tervezésével is foglalkoztak. A még a diplomamunkájából adódóan 1920-ban tervezett siklóhajó tapasztalatai alapján később a flotta megbízta egy abban az időben újszerű hajókategóriát képviselő torpedóhordozó gyorsnaszád tervezésével.

### A megtervezett és elkészült típusok
- ANT–1 (1923)
- ANT–2 (1924),  az első, teljes fém építésű szovjet repülőgép
- ANT–3 (1925),  kétfedeles, kétszemélyes felderítőgép
- ANT–4/TB–1
- ANT–5 (1927) vadászrepülőgép
- ANT–7/R–6 (1929)
- ANT–9 utasszállító repülőgép (1929)
- ANT–6/TB–3 négymotoros bombázó (1930)
- ANT–14 (1931)
- ANT–16/TB–4 (1933)
- ANT–20 (Makszim Gorkij)
- ANT–25
- ANT–40/SZB
- ANT–35
- ANT–42/Pe–8

### A Tupoljev tervezőiroda élén és a börtönben
1936-ban kinevezték a Nehézipari Népbiztosság (NKTP) Repülőgépipari Főigazgatósága (GUAP) vezetőjévé. Új beosztásában a szovjet repülőgépipar stratégiai szintű irányítását végezte. Mellette megtartotta az OKB–156-os tervezőiroda vezetői posztját is.
A jó idők azonban hamarosan véget értek. Sztálin rendszere paranoiás volt az állambiztonságot illetően, ami azt jelentette, hogy az árulásra utaló halvány gyanú is egy karrier vagy akár egy emberi élet végét jelenthette. A politikai, katonai, ipari vagy kulturális élet jeles képviselői sem voltak kivételek ez alól. Közülük sokakat bebörtönöztek, koncentrációs táborba küldtek vagy kivégeztek. Ez Oroszország egyik sötét időszaka volt. 1937. október 21-én Tupoljevet letartóztatták az irodájában. A lubjankai börtönbe vitték, kihallgatták, majd Moszkva Butirszkaja börtönében az 58-as cellába vitték, amit negyven emberrel osztott meg (a cella négy emberre volt méretezve). Kémkedéssel és szabotázzsal vádolták. A vádhoz hozzájárulhatott, hogy a foglyokat megkínozták, és valaki Tupoljevet vádolta meg, hogy saját magát mentse. A pletykák szerint ehhez az ANT–25 sikertelen útja az Egyesült Államokba vezetett. Nem sokkal Tupoljev letartóztatása után letartóztatták feleségét, Júliát is. Őt is a Butirszkaja börtönbe vitték és 28 hónapig tartották fogva, 1940 tavaszán engedték szabadon. A házaspár letartóztatása idején gyermekeikre, Alekszejre és Júliára a család barátai és rokonok vigyáztak.
Az NKVD több más repülőgépipari szakemberrel, vezetővel és repülőgéptervezővel együtt letartóztatta szabotázs és kémkedés vádjával. Másfél évet töltött börtönben.
Nem sok időbe telt, mire Sztálin és titkosszolgálatának vezetője, Berija rájött, hogy a repülőgépipar fejlődése gyakorlatilag megállt (ez más iparágakban is így történt). Így átszervezték a börtönöket, a specialistákat egy helyre gyűjtötték. Így született meg az N29 jelű Központi Tervezőiroda, amibe a kapcsolódó iparágakkal együtt 150 vezető szakember tartozott.
A bebörtönzött repülőgép-tervezők számára 1939-ben a Moszkvához közeli Bolsevóban (ma: Koroljov része)  létrehozták az NKVD által felügyelt CKB–29 tervezőirodát, melynek Tupoljev lett a vezetője. Csoportjának első feladata a Projekt 103 fedőnevű zuhanóbombázó megtervezése volt, ami később az ANT–58 jelzést kapta, majd későbbi újratervezés után ez lett a Tu–2-es bombázó, ennek az időszaknak a legfontosabb alkotása. 1940-ben szovjetellenes tevékenységért 10 év börtönre ítélték.
Más repülőgép-tervezők is voltak ugyanebben az időszakban ugyanebben a börtönben: Projekt 101 - vezetője Vlagyimir Mjasziscsev, Projekt 102 - vezetője Vlagyimir Petljakov, Projekt 110 - vezetője Tomasevszkij. Más jól ismert repülőgépipari szakemberek is börtönben ültek: Szergej Koroljov, Rumer, Scillard és Nyekraszov, több nagy repülőgépgyár igazgatójával együtt.
Tupoljev az ötvenedik születésnapját, 1938. november 10-ét a bolsevói börtönben töltötte.
Kezdetben Berija egy nagy hatótávolságú, négymotoros zuhanóbombázót követelt Tupoljevtől, ez lett volna a Projekt N6Y. A feladat Tupoljev szerint szinte lehetetlen volt, ezért nagy nehézségek árán meggyőzte Beriját, hogy ehelyett egy kétmotoros repülőgépet hozzanak létre (ami Tupoljev szerint megvalósítható volt a rendelkezésre álló repülőgép-motorokkal és technológiával).
A tervezés előtt Tupoljev egy listát készített, amire a munkához szükséges szakemberek neveit írta fel, az NKVD pedig megkereste ezeket az embereket a különböző börtönökben és munkatáborokban. A csoport hamarosan összeállt, azonban hiányoztak a műhelyek és a teszteléshez szükséges építmények.
A nehézségek ellenére elkészült a Projekt 103 fából készült modellje, amit a közeli erdőben állítottak fel. A modell annyira élethűre sikerült, hogy a közeli légibázis pilótái többször jelentették a parancsnokuknak, hogy az erdőben egy lezuhant repülőgépet láttak. Az NKVD azonnali szétszedést rendelt el. Tupoljevnek nem volt könnyű dolga, hogy meggyőzze a műszakilag képzetlen tiszteket a modell szükségességéről. Végül álcahálót alkalmaztak a modell fölött.
A tervezés, megépítés és tesztelés nehézségei miatt a csoportot visszavitték Moszkvába, és a „156-os telep”-en helyezték el őket. 1940-ben ez volt Tupoljev börtöne (az épület azóta is megvan, jelenleg emlékhely). Ez elfogadhatóbb volt Lubjankánál vagy Bolsevónál. Tupoljev hálószobája a hatodik emeleten volt, a tervezőirodák a harmadikon és a negyediken. Egy fedett átjáró kötötte össze az épületet az üzemmel, így még kabátot sem kellett felvenni, ha át akartak menni a másik épületbe, a műhelyhez. Így a felmerülő problémákat gyorsabban tudták megoldani.
Tupoljev közölte az NKVD-vel, hogy találkozni akar az orosz légierő bizottságával, hogy bemutassa nekik a Projekt 103-at. A bizottság jóváhagyta a terveket, így megépült az ANT–58 (Tu-2) prototípusa a „156-os telep”-en. A gépet ezután a Csalovszkij repülőtérre vitték, Monyino közelében (akkor Selkovszkij volt a reptér neve). A gép első felszállása 1940. december 22-én volt Mihail Nyuktikov pilótával.
A repülőgépet a légierő 1940 decemberétől 1941 júniusáig tesztelte, és a katonai szakértők megállapították, hogy „sebessége, bombaterhelése, védekező fegyverei és manőverezhetősége jobb, mint a Pe-2-é”.
A Szovjetunió számára a második világháború (a „Nagy Honvédő Háború”) 1941. június 22-én kezdődött. Egy hónappal később Tupoljevet szabadon engedték, a Legfelsőbb Bíróság zártkörű ítélete ellenére (tárgyalás nem volt), amit 1940. május 28-án hoztak és amiben Tupoljevet 15 év javító-nevelő munkára ítélték. Az ítélet megfellebbezhetetlen volt. 1941. július 9-én Tupoljev és húsz börtöntársa kegyelmet kapott, a Szovjetunió Legfelsőbb Bírósága döntése alapján.
Tupoljevet csak 1956-ban rehabilitálták, a Kommunista Párt XXII. Kongresszusa idején, amikor Nyikita Hruscsov (Sztálin utódja) hivatalosan is visszahelyezte jogaiba.

### A második világháború alatt

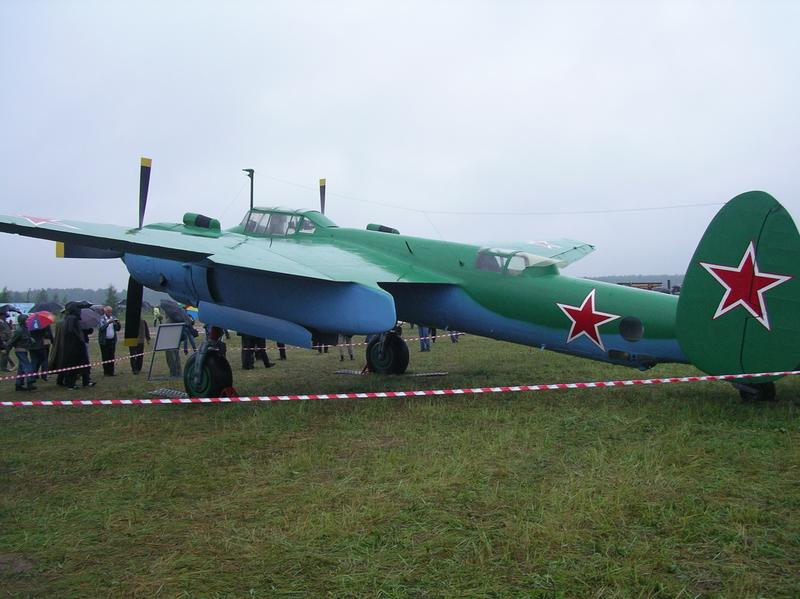
A Tu–2 bombázó repülőgép

Szabadon bocsátása után Tupoljev azonnal bekapcsolódott az üzem átköltöztetésébe, aminek célállomása a nyugat-szibériai Omszk város volt. Az átköltöztetést már július 19-én, három nappal Tupoljev szabadulása előtt megkezdték, mert a német hadsereg ekkor már Moszkva biztonságát fenyegette.
Omszkban az üzemet egy befejezetlen motorgyárban rendezték be. A tervezők az Irtis-folyón üzemelő gőzhajótársaság irodáit kapták meg. A gyár a 166-os azonosítószámot kapta. Hamarosan elkészült az ANT–58, amit átneveztek Tu–2-re. A Tu–2 gyártását azonban fel kellett függeszteni 1942 végén, mert a katonai vezetés a Jak–9 vadászgépnek adott elsőbbséget. A Tu-2 gyártása csak 1944-ben folytatódott. A Tu-2-t 635 km/h-s sebessége és 8000 méteren való repülése szinte sebezhetetlen bombázóvá tették. Azonban a vízhűtéses AM–37 motor gyártását a német támadások miatt leállították, ezért Tupoljevnek a léghűtéses AS–82-es csillagmotort kellett alkalmaznia. A csillagmotor beépítésével megnőtt légellenállás miatt a gép legnagyobb sebessége 540 km/h-ra, szolgálati csúcsmagassága 5000 m-re esett vissza.
A front távolodásával Tupoljev a tervezőirodájával 1943 őszén visszatért Moszkvába, a 156. sz. repülőgépgyár területére. Ott Tupoljev folytatta a Tu–2-es különböző típusváltozatainak kifejlesztését, valamint megszervezte a Moszkvához közeli Fili településen a 23. sz. repülőgyárban (ma: Hrunyicsev Gépgyár) a gép sorozatgyártását.
A Tu-2-n jelentős fejlesztéseket hajtottak végre: az elektromos vezetékrendszer súlyát a felére csökkentették; a hidraulikus rendszert egyszerűsítették; a hidraulikus csövek hossza 447 méterről 112 m-re csökkent; az üzemanyag-ellátó rendszert egyszerűsítették, továbbá a navigációs berendezést és a vezetőfülke egyéb berendezéseit is. Összességében a repülőgép súlya mintegy 400 kg-mal csökkent, ami jelentős eredmény volt.

### A háború után
A következő nagy feladat 1945-ben jött. 1944-ben az Egyesült Államok Légiereje négy B-29 Superfortress bombázóval támadást hajtott végre japán városok ellen. A gépeknek a japán légvédelem olyan sérüléseket okozott, amivel nem voltak képesek visszatérni bázisaikra, így Vlagyivosztok mellett, szovjet területen szálltak le. Sztálin úgy döntött, hogy el kell készíteni a gépek pontos másolatait. Három B-29-est Moszkvába szállítottak. Egyet az N30 jelzésű gyár kapott meg, ahol a gépet teljesen szétszedték. Két másik gépet a Gromov Repülőkísérleti Intézetbe szállítottak azzal a céllal, hogy megállapítsák teljesítményüket és kezelhetőségüket. A negyedik gép érintetlen maradt, összehasonlítás céljából.
1945 elején Tupoljev kapta a feladatot, hogy állítsa elő a B-29 szovjet megfelelőjét, hogy ezzel a Szovjetunió repülőgépipara az Egyesült Államok színvonalára emelkedjen.
A feladat végrehajtásában Tupoljev volt a felelős minden műszaki döntés meghozataláért, viszont minden döntésének végrehajtása kötelező volt. Minden minisztériumnak, ipari- és kutatóintézetnek kötelező volt Tupoljev rendelkezésére állnia, ha azt ő szükségesnek tartotta. Ez sok meglévő késleltető tényezőt kiküszöbölt a szovjet repülőgép-iparban, így a program megvalósítása gyorsan haladt.
Az első szovjet „B-29”, a Tu–4 felszállása 1947 májusában következett be, mindössze húsz hónappal azután, hogy a program elindult.
Emellett Tupoljev irányításával az OKB–156 tervezőiroda elkezdte – kezdetben a Tu–2 konstrukciójából kiindulva – a  sugárhajtású bombázó repülőgépek kifejlesztését. Ennek a munkának az eredménye a Tu–14 bombázórepülőgép-család lett, amiből mintegy 200 darabos sorozatot gyártottak.
A Tu-4 gyártása már kifejlesztésének korai szakaszában megkezdődött. Először a moszkvai N23 gyárban (ami a GAZ5, majd a Vörös Október nevet viselte), és az N22 gyárban, ami Kazanyban volt. A fejlesztés gyorsítása érdekében húsz gépet készítettek a repülési tesztek végrehajtására, ezeket a Repülőkísérleti Intézet végezte a Zsukovszkij repülőtéren, Moszkva környékén, Ramenszkoje tartományban.
A Sztálintól való rettegés és Tupoljev elhatározása (amivel a problémákat és a fejlesztési időt csökkenteni akarta) szokatlan döntésekhez vezettek; ezek egyike volt, hogy az elektromos rendszer nyugati szabványok szerint 400 kHz-es és 115 voltos lett; a vastagságot is a nyugati normáknak megfelelően állapították meg az elektromos vezetékezésnél.
Tupoljev sohasem hagyott ki kínálkozó lehetőséget, így a Tu–4 fejlesztésével párhuzamosan folyt a Tu–70 utasszállító repülőgép fejlesztése. Ez eredetileg 28 utast szállított volna, de kevésbé luxuskörülmények, de kényelmes körülmények mellett 72 utas szállítására volt alkalmas.
Boeing szárnyak, motorok, berendezések és farokrész felhasználásával a Tu-70 gép előbb repült, mint a Tu-4, első felszállása 1946 novemberében volt. Mivel 70%-ban azonos volt a Tu-4-gyel, a gyártása egyszerű lett volna, de abban az időben az Aeroflotnak nem volt szüksége ekkora gépre. Egy teherszállító gép, a Tu–75 épült meg helyette. Ez 100 ejtőernyőst volt képes szállítani és a farokrészen lehajtható rámpával rendelkezett.
A dugattyús motorok sorában az utolsó a Tu–85 volt, amit az 1950-es évek elején építettek. Ez 16 fős személyzettel, 75 tonnás felszállótömeggel 12 000 km távolságra tudott repülni 10 000 méteres magasságban, 665 km/h sebességgel, 5 tonna hasznos tömeggel - ezek imponáló adatok voltak abban az időben.
Bár a turbinák és sugárhajtású motorok még csak ekkor kezdtek megjelenni, a dugattyús motorok kora lejárt.
A Tu-4 programmal párhuzamosan Tupoljev elkezdett dolgozni a Projekt 77-en, ami a sugárhajtómű alkalmazásának kezdete volt nagy repülőgépeken. A Projekt 77 már 1945 után elkezdődött, és felhasználta a Tu-2 tapasztalatait (aminek új megnevezése Tu–12 volt). A Tu-2 módosításai lehetővé tették, hogy a Tu–12 mindössze két és fél hónap alatt elkészüljön, bár hozzá kell tenni, hogy a tervezése majdnem két évet vett igénybe.
Mivel a sugárhajtóművek nagy magasságban működnek hatékonyan (11 000 méteren), ezért a pilótafülkét nyomás alatt kellett tartani. A gép új szárnyat és vízszintes vezérsíkot kapott. Első felszállása 1947 júliusában volt, és néhány probléma azonnal kiderült: a hígabb kerozin jobban párolgott, mint a benzin; az üzemanyagrendszert is nyomás alatt kellett tartani.
A projektet átnevezték Projekt 73-ra. A repülési tesztek azt mutatták, hogy a 77-esnek nagyobb teljesítményre van szüksége. Tupoljev elhatározta, hogy egy harmadik hajtóművet épít be, ezúttal a farokrészbe (ilyen megoldást 1947-ig nem alkalmaztak); a harmadik hajtómű egy Rolls-Royce Derwent volt. Később a farokrészbe helyezett hajtómű alkalmazását sokan átvették. Az első felszállás 1947. december 29-én volt, amit egy sikeres tesztprogram követett.
Ezt követte a Projekt 81, ami a Tu–14 megvalósítását takarta. Ez volt az első szovjet sugárhajtású bombázó, ami gyártásba került és szolgálatba is állt. Meghajtásáról két darab VK–1 hajtómű gondoskodott, amit Vlagyimir Klimov tervezett a brit Rolls-Royce Nene továbbfejlesztésével.
A jól sikerült Tu-4 és Tu-14 programok után Tupoljev egy nagy hatótávolságú stratégiai bombázót kezdett tervezni. A háborús időszakban kialakult tervezési technikák a tapasztalatok alapján finomodtak. A tervezők matematika alkalmazásával választották ki az optimális formákat és vonalakat.
A Tu-14-en alapuló Tu–82 első felszállása 1949 márciusában volt. A repülési tapasztalatok alapján Tupoljev módosított a terveken. Az immár Projekt 88 néven futó terv Mikulin AM–3 hajtóműveket alkalmazott, melyek tolóereje egyenként 88 kN volt.
A Projekt 88-ban Tupoljev leírt egy eljárást „békaporonty szabály” néven. A törvényszerűség nemzetközileg területszabály néven ismert, és azt jelenti, hogy a repülőgép törzsének keresztmetszete a hossza mentén mindig azonos. A szabályt az Egyesült Államokban R. T. Whitcomb 1953-ban írta le. A szabály alkalmazására a hangsebesség megközelítése miatt volt szükség.
A Projekt 88 első felszállása 1952 áprilisában történt, a gép 1012 km/h sebességet ért el. A gép azonban túlsúlyos volt, és a kellő hatótávot sem érte el. Tupoljev átalakította a törzset, kiküszöbölte a csatlakozásokat, limitálta a repülési magasságot 6000 méterre, ezzel majdnem 6 tonna önsúlyt spórolt meg. A repülőgépet Kazánban, majd Voronyezsben gyártották Tu–16 néven. Licenc alapján Kína is gyártotta.
A legtöbb Tu-16-ot kivonták a Szovjet Légierő kötelékéből az 1980-as évek végén, de néhány még 1992-ben is szolgálatban volt.
Az 1950-es évek elején a szovjet kormány a nyugati hatalmak katonai fejlesztései láttán nagyon nagy hatótávolságú, nagyméretű stratégiai bombázót igényelt. Tupoljev a légierőtől kapta az utasítást, hogy hozzon létre egy nagyméretű, nagysebességű repülőgépet, ami képes elérni a 10 000 km hatótávolságot. A rendelkezésre álló hajtóművek tüzetes vizsgálata után Tupoljev arra a következtetésre jutott, hogy a kívánalmakat ezekkel nem lehet teljesíteni, ezért a repülőgépipartól propeller-turbinás, 10 000 LE-s motort igényelt. A Kuznyecov Tervezőiroda (Molotov, Perm közelében) vállalta a motor létrehozását, a Zsdanov Tervezőiroda (Sztupino, Moszkva közelében) pedig a légcsavar megtervezését.
Kiindulásként a dugattyús motorral működő Tu–85-öt alapul véve Tupoljev ezzel a feladattal 1951 elején kezdett foglalkozni. Tizennyolc hónappal később a Tu–95 megtette első repülését. Bár ekkor még a Kuznyecov-motor nem volt készen, és helyette TV–2F motorokat alkalmaztak. 1953. május 11-én egy tesztrepülés során az egyik motor kigyulladt. A legénység nem tudta eloltani a tüzet és a Tu-95 prototípusa lezuhant, Alekszej Pereljot pilóta és a személyzet többi tagja meghalt.  Tupoljev saját magát hibáztatta a történtekért. Az esemény következtében kisebb módosításokat végeztek a konstrukción, mielőtt a második Tu-95 elkészült volna. Ebbe már Kuznyecov NK–12 motorokat építettek. Első repülése 1955 februárjában volt.
Bár 1930-tól katonai repülőgépekkel foglalkozott, Tupoljev nem feledkezett meg a polgári repülés igényeiről. A Tu-70 a tervezése idején túl nagynak és túl korainak bizonyult az Aeroflot számára.
A háború végével Nagy-Britannia felállította a Brabazon bizottságot, aminek feladata az volt, hogy megállapítsa a kereskedelmi repülés jövőbeli igényeit. Ez turbopropelleres és sugárhajtóműves motorok kiválasztását jelentette, amik megfeleltek a jövő repülőgépeinek. A de Havilland Comet ennek egyik eredménye volt, ami 1952 májusában kezdte az első sugárhajtású kereskedelmi repülést London és Johannesburg között.
Tupoljev 1952 közepén kezdte meg egy szovjet sugárhajtású polgári gép tervezését. Ötletei kemény ellenállásba ütköztek, de Tupoljev az ilyesmitől sohasem riadt vissza. Egyesek azt vetették fel, hogy további tapasztalatokat kellene gyűjteni katonai gépekkel; többen pedig úgy gondolták, hogy nem áll rendelkezésre a megfelelő infrastruktúra létrehozásához szükséges pénz, ami elsősorban repülőterek építését és a légiirányítás megteremtését jelentette. De végül Tupoljev győzött és beadta a polgári, sugárhajtású gép létrehozására vonatkozó koncepciós terveit a kormányzatnak.
A tervet 1954 elején jóváhagyták. Tupoljev a Tu–16 (Projekt 88) létrehozása során felhalmozott tapasztalatokat használta fel. A pilótafülke és több rendszer ugyanolyan lett. Az új gép szárnyának alakja és nyilazási szöge ugyanaz maradt, hasonlóak voltak a motorok felfüggesztései a szárnyak tövében, de nagyobb volt a fesztávja.  Ez nagyban leegyszerűsítette a munkát. A legénység kiképzése is egyszerűsödött.
A dugattyús és a sugárhajtású gép repülése közötti lényeges különbség, hogy a sugárhajtású gép nagyobb magasságban repül, ezért nyomás alatt lévő kabinra van szükség a pilóták és az utasok számára. Eddigre már megtörténtek a Comet balesetei, aminek okainak feltárásához komoly nyomozást folytattak a megfelelő hatóságok. Tupoljev nem volt beavatva a részletekbe, de annyit megsejtett, hogy azok a kabin nyomásával lehettek összefüggésben, és ennek észben tartásával új törzset tervezett. A CAGI-ban utasítást adott olyan víztartály megtervezésére és megépítésére, amiben a repülés során fellépő változó nyomásviszonyokat vizsgálni lehet. A program következtében létrejövő Tu–104 első repülése 1955 júniusában volt. A gép ismeretlen volt a Nyugat számára és meglepetést keltett, amikor 1956 júniusában először leszállt London Heathrow repülőterén, amint egy magas rangú delegációt szállított.
A gép 1956 szeptemberétől állt szolgálatban. Rendszerint katonai repülőtereken szállt le, mivel a szovjet polgári repterek nagy része nem volt alkalmas sugárhajtású gép fogadására, de a gép üzemeltetése ezek modernizálását elősegítette.
A Tu-104 elkészültével Tupoljev hozzálátott egy nagyobb polgári repülőgép létrehozásának, ami megfelelt a növekvő utas- és teherszállítási igényeknek. A cél a 8000 km-es távolság és a 180-220 fő közötti utaslétszám elérése volt. A Tu-95 kitűnő alapot jelentett. Kis változtatásokkal a szárny, a farokrész, a motorok és a futómű megfelelőek voltak, az elsődleges rendszerekkel együtt. A legnagyobb változtatást a törzsön hajtották végre, aminek kapacitását gyakorlatilag meg kellett háromszorozni a Tu-104-hez képest. Az eredményül kapott Tu–114 első felszállása 1957 novemberében volt. 1959-ben két látogatást is tettek a géppel az USA-ba, a második alkalommal a Szovjet Kommunista Párt főtitkára, Nyikita Hruscsov is a fedélzeten volt. A gépet az USA partjaitól néhány száz km-re az amerikai légierő gépei kísérték. Amikor a gép az Edwards Légibázisra érkezett, nem volt olyan magas lépcső, amit a gép ajtajához tudtak volna illeszteni, így a prominens utasoknak létrán kellett lemászniuk. Tupoljev, aki Hruscsovval ezzel a géppel utazott, megkérdezte a jelenlévő amerikai tábornokot, hogy megmérték-e a gép repülési sebességét (az amerikai légierő korábban kételkedett a turbolégcsavaros gép sebességéről szóló 800 km/h-s adatban). A válasz az volt, hogy "Igen, elképesztő volt!"
A Tu-114 tervezése aranyérmet hozott Tupoljevnek a Federation Aeronautique International-tól (Nemzetközi Repülésügyi Szövetség - FAI). A gép az 1958-as Brüsszeli Nemzetközi Kiállításon nagydíjat kapott.
1962-ben Tupoljev felesége, Julia Nyikolajevna meghalt rákbetegségben, amiben hosszasan szenvedett. A Moszkva közeli híres Novogyevicsi kolostor temetőjében temették el. Sokszor jelentett támaszt férje számára a nehéz időkben az együtt töltött 45 év során. Tupoljevet nagyon megviselte felesége halála. Ezek után lánya, Julia (aki orvos volt) kísérte apját az utazásai során.
Az 1960-as években Tupoljev a hetvenes éveiben járt, és még ekkor is egy sor katonai és polgári repülőgép tervein dolgozott. Ezek között volt a Tu–128 vadász, a Tu–22 és a Tu–22M stratégiai bombázó. A polgári gépek között a Tu–124 és Tu–134, a Tu–154 és végül a Tu–144 szuperszonikus utasszállító, aminek tervezésében Tupoljev fia, Alekszej is jelentős szerepet játszott.
1972 decemberében Tupoljev megbetegedett. Kórházba került és rövid szenvedés után 1972. december 22-én elhunyt álmában. A Novogyevicsi kolostor temetőjében helyezték el, közel a szerencsétlenül járt ANT–20 áldozatainak és egykori munkatársainak sírjaihoz. Ide került az 1973-as párizsi légiszalon Tu–144 balesetében meghalt személyzet is.